# Litharge
Litharge hay litac (từ tiếng Hy Lạp λιθάργυρος (lithargyros, với lithos là đá và argyros là bạc) là một trong số các dạng khoáng vật của chì(II) oxit (PbO). Litharge là khoáng vật thứ cấp được tạo ra từ oxy hóa quặng galena. Nó hình thành dưới dạng các lớp phủ hay lớp bao vỏ với cấu trúc tinh thể tứ phương bên trong. Nó là lưỡng hình với dạng trực thoi là massicot. Nó tạo thành các lớp vỏ mềm (độ cứng Mohs khoảng 2) màu đỏ và trông nhờn mỡ với tỷ trọng riêng rất cao, khoảng 9,14–9,35. PbO có thể điều chế bằng cách nung nóng chì kim loại trong không khí ở khoảng 600 °C (chì nóng chảy ở nhiệt độ khoảng 327 °C). Ở nhiệt độ này nó cũng là sản phẩm cuối cùng của sự oxy hóa các chì oxit khác trong không khí. Điều này thường được thực hiện với một bộ các ống thổi để bơm không khí trên mặt chì nóng chảy và làm cho sản phẩm đã bị oxy hóa trượt hay rơi khỏi bề mặt vào một chỗ chứa, nơi nó nhanh chóng đông đặc lại thành các vảy nhỏ.
PbO2 –(293 °C)→ Pb12O19 –(351 °C)→ Pb12O17 –(375 °C)→ Pb3O4 –(605 °C)→ PbO

## Lịch sử thuật ngữ
Theo dòng lịch sử thì thuật ngữ "litharge" đã từng được kết hợp để chỉ tới các chất tương tự khác. Chẳng hạn litharge vàng là hỗn hợp litharge với chì đỏ làm cho nó có màu đỏ; litharge bismut là kết quả tương tự từ oxy hóa bismut; litharge bạc là litharge xuất hiện dưới dạng phụ phẩm của quá trình tách bạc ra khỏi chì, trên thực tế litharge nguyên gốc có nghĩa là phần bã khoáng còn lại từ tinh chế bạc. Thuật ngữ cũng từng được sử dụng như là từ đồng nghĩa của chì trắng hay chì đỏ.

## Nấu luyện litharge
Theo Probert, "quặng bạc, litharge (chì oxit thô) chất trợ chảy và than củi được trộn vào nhau và được nấu luyện trong các lò luyện rất nhỏ bằng đất sét hay đá. Các thoi chì có chứa bạc được tạo ra và sau đó được nấu luyện trong một lò luyện thứ hai để tạo ra bạc nguyên chất, còn litharge tách ra dưới dạng xỉ được tái sử dụng."